# ジュピター (映画)
『ジュピター』（原題: Jupiter Ascending）は、ウォシャウスキー姉弟による2015年のSFアクション映画。

## ストーリー
シカゴで清掃員として働くジュピターは、単調で惨めな毎日に辟易していた。口癖は「もうこんな生活はいや」。自分が母親のおなかの中にいる時殺された、父の愛用の望遠鏡と
同じものをネットオークションで手に入れたい彼女は、従兄弟に唆され、大金を得るため卵子の提供手術を受けに病院に訪れる。手術台に載せられた彼女は手足を拘束され、
医師が看護婦に言う。「よし、殺せ。」もがくジュピターに薬物が投入されかけ絶体絶命の瞬間、ドアを蹴破り屈強な男が銃を撃ち、正体をあらわにした異星人を倒し、彼女の危機を救う。ビルの空き室で目を覚ましたジュピターは混乱する。「一体何事なの？」「あなたは誰？」。彼女を救ったハンターのケインが言うには、全宇宙を支配する一族の長兄バレムが彼女の命を狙っているという。迎えに来た宇宙船に乗り込もうとする二人を襲うバレムの命を受けた敵戦闘機…。
平凡な毎日は終わりを告げ、ジュピターの冒険と戦いの旅が始まる。そして彼女は自身に隠された、全銀河を揺るがす程の秘密を知る。
ジュピターは亡くなった先代女王の生まれ変わりとして、地球を所有する権利を有していたのだ。一族の長兄バレムはジュピターを抹殺しようとしたが、弟のタイタスは権力拡大のためにジュピターとの結婚を望み、元軍人のケインを雇って暗殺を阻止させたのだった。
タイタスとの結婚を承諾させられ、間一髪でケインに救われるジュピター。長兄のバレムは、ジュピターに王位の放棄を迫った。救出に向かったケインは兄弟を倒し、ジュピターと共に崩壊する宮殿から脱出するのだった。

## キャスト
※括弧内は日本語吹替
- ケイン・ワイズ - チャニング・テイタム（安元洋貴）
- ジュピター・ジョーンズ - ミラ・クニス（東條加那子）
- スティンガー・アピニ - ショーン・ビーン（てらそままさき）
- バレム・アブラサクス - エディ・レッドメイン（平川大輔）
- タイタス・アブラサクス - ダグラス・ブース（細谷佳正）
- カリーク・アブラサクス - タペンス・ミドルトン（御沓優子）
- アレクサ - マリア・ドイル・ケネディ
- ジェンマ・チャタジー - クリスティーナ・コール
- マリディクテス - ティム・ピゴット＝スミス
- マクシミリアン・ジョーンズ - ジェームズ・ダーシー
- キャサリン・ダンレヴィ - ヴァネッサ・カービー
- 紋章印課の職員 - テリー・ギリアム
- レッツォ - ペ・ドゥナ

## 製作

### 構想
2009年、ワーナー・ブラザースの会長ジェフ・ロビノフはウォシャウスキー姉弟にオリジナルのフランチャイズ作品の製作を持ちかけた。その2年後に製作者と視覚効果チームが脚本の第一稿をもとに映画化の構想を練り始めた。このとき、ウォシャウスキー姉弟は『クラウド アトラス』を撮影している最中であった。本作のストーリーの一部はラナの愛読書である『オデュッセイア』にヒントを得たものである。また、ラナは『オデュッセイア』と『オズの魔法使』を比較することで、更なるインスピレーションを得た 。

## 公開
本作は2014年7月25日に北米で公開される予定だったが、1週間公開が早められ、2014年7月18日に封切られることになった。2014年6月3日、宣伝の準備と2000以上のシーンに特殊効果をつけるための時間が必要になったという理由で2015年2月6日に公開が延期となった。
2014年7月に開催されたコミコン・インターナショナルでフッテージが上映された。
2015年1月に開催された第31回サンダンス映画祭において、サプライズ上映された。しかし、1億ドル以上の製作費をかけた作品が、インディペンデント映画の祭典で上映されることに対して違和感を覚える観客が多かった。
なお、日本版の公式ポスターには、キャッチコピーだけではなくあらすじも掲載されている。これはハリウッドの大作映画のポスターとしては異例のデザインである。

## 興行収入

### 北米
当初、専門家による本作の公開初週末の興行収入は2100万ドルから2300万ドルの間と予想されていた。
2015年2月5日木曜日のレイトショーでの先行上映において本作は100万ドル余りを稼ぎ出した。そして、翌6日金曜日には全米3181館での公開が始まり、640万ドルを稼ぎ出した。しかし、この数字は2013年公開の『エリジウム』（1110万ドル）や2014年公開の『オール・ユー・ニード・イズ・キル』（1060万ドル）のような直近に公開されたディストピア映画が公開初日に稼ぎ出した数字を大きく下回るものである。
この数字を受けて、本作はアメリカ国内だけで製作費を回収することは不可能になったという見方が強まった。
最終的に本作は公開初週末に3181館で公開され、1840万ドルを稼ぎ出し、週末興行収入ランキング初登場3位となった。

### 北米以外
北米での不調にもかかわらず、海外では公開初週末に3250万ドルを稼ぎ出した。ロシア連邦では週末興行収入ランキング初登場1位となった。

## 評価
批評家からの評価は低い。映画批評集積サイトのRotten Tomatoesには186件のレビューがあり、批評家支持率は24%、平均点は10点満点で5.5点となっている。
ハリウッド・レポーターのトッド・マッカーシーは本作に対して否定的な評価を下し、「15年前に公開された『マトリックス』のような魔法を期待している人たちが本作を見たなら、深く失望するはずだ。」と述べている。
第36回ゴールデンラズベリー賞では、エディ・レッドメインが最低助演男優賞を受賞した。